# Kabatepe
|  | No s'ha de confondre amb Karatepe. |

Kabatepe, o Gaba Tepe, és un promontori amb vistes al nord de la mar Egea en el que ara és el Parc Històric Nacional de la Península de Gal·lípoli, a la península de Gal·lípoli (al nord-oest de Turquia).
Durant la Primera Guerra Mundial, el promontori va ser el lloc d'una bateria d'artilleria otomana, coneguda com a «Beachy Bill», que va atacar constantment les tropes d'ANZAC al voltant d'ANZAC Cove al nord durant la campanya de Gal·lípoli.

## Museu de Kabatepe
El Museu de Kabatepe (en turc, Kabatepe Müzesi) es troba dins del Parc Històric Nacional de la Península de Gal·lípoli. Commemora la campanya de Gal·lipoli, ara considerada un moment definitori en la història contemporània no només de Turquia, sinó també d'Austràlia i Nova Zelanda.
El museu acull nombroses relíquies de la campanya, com ara armes, municions, uniformes, fotografies, cartes escrites pels soldats a les seves famílies i pertinences privades com ara eines d'afaitar, estoigs de cacau, flascons de cuir, etc. També hi ha artefactes més impactants com ara el crani d'un soldat turc mort per una bala al front, i una sabata de soldat que encara conté un os del peu del propietari.